# خرو (زبرخان)
خَرو یا خور  شهری در استان خراسان رضوی در شرق ایران است. این شهر دارای ۴ محله با نام‌های خورعلیا، خور سفلی، شهرک‌امام رضا (ع) و ساحل برج است و پرجمعیت‌ترین شهر در شهرستان زبرخان ، دومین شهر پرجمعیت در منطقه نیشابور بزرگ و همچنین هجدهمین شهر پرجمعیت خراسان رضوی است. فاصله این شهر تا مشهد ۸۵ کیلومتر و تا نیشابور ۱۸ کیلومتر است. شهر خور با آبشارها و رودخانه‌های بزرگ و کوچک یکی از سرسبزترین و خوش آب‌وهوا ترین شهرهای خراسان رضوی می‌باشد.قرارگیری شهرک صنعتی خیام دومین شهرک صنعتی بزرگ استان خراسان رضوی در مجاورت این شهر ، عبور اتوبان سراسری تهران -مشهد یا جاده ۴۴ (ایران) از جنوب شهر خرو و همچنین وجود رودخانه دائمی و باغات فراوان آلو شهر خرو را به یکی از مهمترین شهرهای صنعتی استان و قطب تولید آلو بخارا تبدیل کرده است.

## جمعیت
بر پایه آمار مرکز بهداشت شهرخور در سال ۱۳۹۷ جمعیت این شهر ۱۹٫۳۶۰ نفر (در ۶۰۳۳ خانوار) بوده‌است

## جاذبه‌های گردشگری
شهر خور با داشتن جاذبه‌های گردشگری سالانه پذیرای هزاران مسافر از سراسر ایران است.
از جاذبه‌های گردشگری این شهر می‌توان به موارد زیر اشاره کرد:
آبشار شاه سو (شاه آب) و آبشار رود میان
رودخانه خورشان با نام‌های رودخانه کوچک، بزرگ و رود میان
وجود امامزاده خلیفه سید علی و یادمان گذر علی بن موسی الرضا از شهر خور (چشمه علی بن موسی الرضا)
و همچنین ده‌ها چشمه جوشان و باغات سرسبز و مردمانی با صفا و مهمان‌دوست که پذیرای شما عزیزان هستند.

## القاب شهر ییلاقی خور
از القاب شهر خور می‌توان به نام‌های زیر اشاره کرد:
- بام‌های طلایی[۳]
- مهد آلوی ایران[۴]
- نگین ییلاقات کشور[۵]
- ماسوله خراسان[۶]

## تاریخچه
در ادبیات کهن فارسی معنی کلمه خور چنین آمده‌است: «شرقی‌ترین و مرتفع‌ترین نقطه نیشابور که خورشید از این محل طلوع می‌کند و این شهر قدمتی چند صد ساله دارد و نام خور بارها در کتاب‌های تاریخی همچون تاریخ بیهقی، تاریخ نیشابور، معجم البلدان، منتخب السیاق و اسرار التوحید ذکر شده‌است».

### معماری چند صد ساله
در زمان ورود به این شهر و گشت و گذاری از دو محله علیا و سفلی که بافت قدیم و سنتی دارد خانه‌ها به صورت پلکانی است، به‌طوری‌که پشت بام خانه پایینی حیاط خانه بالایی محسوب می‌شود و مصالح به کار رفته در ساخت آن‌ها گِل و چوب است و این نوع معماری منحصر به فرد است که به این خاطر خور را «ماسوله خراسان» نیز می‌گویند.

### مردم خور
گویش اکثریت اهالی خورعلیا زبان ترکی خراسانی و عمده ساکنان محله سفلی سادات هستند و گویش آن‌ها فارسی است. مردم این شهر مسلمان و شیعه ۱۲ امامی هستند. شغل اکثر اهالی این شهر باغداری و کشاورزی است. خور دارای ۸۵ شهید و زادگاه سردار شهید محمدعلی قدمیاری است و دو شهید گمنام در این شهر دفن شده‌اند.

### جاذبه‌های گردشگری شهر ییلاقی خور
وجود سه رودخانه پرآب و ۱۷ رشته قنات از جمله قناتهای: قنات ساحل برج، روی تخت، بالاده، بازه چغندر و کاریز زلفی سبب شده که باغ‌های میوه همچون حریری سبز اطراف این شهر را احاطه کنند و درختان آلو، سیب، آلبالو، هلو، گیلاس، انگور، گردو، پسته و گلابی محصولات این باغ‌ها هستند و شهرت باغداری این شهر به دلیل وجود بیش از ۶۰۰ هکتار باغ آلوی آن است که این شهر را به پایتخت آلوی کشور معروف کرده‌است.

### نقاط تاریخی شهر ییلاقی خور
برج‌ها و غارهای قدیمی در اطراف شهر، رباط شاه عباسی، آتشگاه، تیغ سفید و تیغ سیاه (از قلعه‌های قدیمی خور) بقعه چشمه علی، پارک کوهستانی حاج قره، کلاته عزیز، آبشارهای رود میان و شش آب و کوچه باغ‌های افسانه‌ای از جاذبه‌های دیدنی و تاریخی این شهر است.
در این شهر صنایع دستی همچون قالیبافی، گلیم و سله بافی، آهنگری و چاقوسازی رونق دارد. مردم شهر خَرْوْ پرتلاش، خستگی‌ناپذیر و مهمان‌نوازند و هر ساله میزبان مسافران و گردشگران کثیری از سرتاسر ایران و جهان‌اند.
آنچنان که از لابلای کتب تاریخی و تذکره‌ها به‌دست می‌آید، تاریخ خور به قدمتی چند صد ساله برمی گردد؛ و در کتب معروف تاریخ بیهقی، تاریخ نیشابور، منتخب السیاق، معجم‌البلدان، اسرارالتوحید، جغرافیای سرزمین‌های شرقی خلافت اسلامی و… به مناسبت‌های گوناگون نام خور ذکر شده‌است. از جمله در تاریخ نیشابور در مورد نخستین کاریزها در نیشابور و از خور به عنوان تأمین‌کننده آب شهر نیشابور یادشده است.
قدمت شهر خور حتی به قبل ازحمله مغول برمی گردد، آن چنان‌که با مطالعه کتب معتبر تاریخی نیز این مسئله به اثبات می‌رسد، به عنوان نمونه استاد فریدون گرایلی در کتاب معروف «نیشابور شهر فیروزه» در سطری از خور به این مضمون یاد کرده‌است: «مغولان برای رسیدن به نشابور از تنگه خور گذشتند.» و باآن که نیشابور در زمان حمله مغول از شهرهای مذهبی و علمی و بزرگ تاریخ اسلام وجهان بوده‌است خور نیز منطقه‌ای مستقل و ماندگار بوده‌است. به‌عنوان نمونه‌ای دیگر می‌توان به این مورد اشاره کرد: محبوبیت خور در زمان قاجاریه نیز در گفتمان و نوشتارهای کوری که گذشت تاریخ آن‌ها را به فراموشی سپرده آشکار بوده‌است و مهدعلیا مادر شاه قاجار نیز شناختی کوتاه از این منطقه داشته‌است که ذکرش در این نوشتار نمی‌گنجد.
همچنین این شهر عالمان و مفسران نامداری همچون ابوسعید خرقی (در قرن چهارم) و ابوبکر خرقی (قرن پنجم) را در دامان خویش پرورانیده‌است.
در مقامات ابوسعیدابوالخیر در حکایتی کهن، به این نکته برمی‌خوریم که ما در این نوشتار گوشه‌ای ازآن را عیناً برای خوانندگان بازگو خواهیم کرد:
هم در آن وقت که ابوسعید فقیه نیشابور بود مریدان بسیار می‌آمدند از هر جنسی، بعضی مهذّب و بعضی نامهذّب. وقتی یکی توبه کرد. روستایی عظیم و ناهموار بود. جفتی کفش کوهیانه، پر قطری برزده و در پای کرده چنان‌که هروقت که در خانه رفتی آوازی ناخوش می‌آمدی و پیوسته بر دیوار می‌زدی و حرکات ناهموار از او در وجود آمد که صوفیان از آن می‌رنجیدند و از غلبه و مشغله او کوفته می‌شدند، روزی شیخ آن درویش را بخواند و گفت: به درمیون باید شد و آن:
«دره ایست درمیان کوه نیشابوروطوس و چون ازنیشابوربه طوس شوندراه برسراین درّه بود و آبی بس زلال در آن دره فرود آید و در رود «خور» نیشابور شود. شیخ گفت :چون در شوی پاره سنگ بزرگی آنجاست. بر لب آن آب که بر رود خور نیشابور بریزد وضو باید ساخت و بر آن سنگ دو رکعت نماز بگذار و منتظر باش تا دوستی از نزدیک ما به سوی تو آید. سلام ما بوی برسان و سخنی چند با آن درویش بگفت که [به وی بگوی] که از دوستان عزیز ماست و هفت سال با ما صحبت داشته‌است. آن درویش بارغبتی هرچه تمام تر روی به راه نهادوهمه راه باخود اندیشه می‌کردکه می‌روم تانظرمبارک اوبرمن افتد وکاردین ودنیای من به برکت آن ساخته گردد، چون بدان موضع رسیدکه[شیخ اشارت کرده بود] آنچه شیخ فرموده بودبجای آورد و در آب رود خرو وضوساخت ونمازی بساخت و ساعتی توقف کرد. طراقی «صدای مهیب» درآن کوه افتاد، چنان‌که کوه ازهیبت آن آواز بلرزید، آن درویش نگریست، اژدهایی دید سیاه چنان‌که ازآن عظیم ترندیده بود و نشنیده و جمله میان دو کوه از شخص او پر شده بود. چون آن درویش را نظر در وی افتاد روح با وی نماند و جمله اعضای او چنان سست گشت که هرچند خواست هیچ حرکت نتوانست کرد و هوش از وی برفت و بیفتاد و آن مار می‌آمد آهسته تا به نزدیک آن سنگ برسید و روی سوی آن درویش کرد و سنگ بر سنگی نهاد و به تواضع بایستاد چون ساعتی برآمد و درویش اندکی باخویشتن آمد و دید که او مقام کرد و هیچ حرکت نمی‌کنداز سر بی‌خویشی و غایت ترس گفت: شیخ سلام گفته‌است، آن اژدها روی درخاک می‌مالید و تواضع می‌نمود و آب از چشم او می‌دوید.»
آنگونه که از اخبار برمی آید مزار پاک‌سیرتی نیز در محل چشمه علی وجود دارد که پیشینیان از آن سخن می‌گویند، جایگاه این محل امروزه خالی از ساختمان است و حالت خرابه‌ای به خود گرفته‌است. در ضلع جنوبی این محل، در میان خانه‌ای قدیمی، تخته سنگی نمایان است که با خط نامفهومی مزیّن گشته و این نشان از تاریخ کهن این محل دارد؛ و آنگونه که در حکایات جاری است نوشته‌های کور این تخته سنگ شاید شناسنامه‌ای براین مزار باشد و نشانی از قدمت تاریخی آن، که تاکنون هیچ‌گونه اقدامی برای شناسایی قدمت و خوانده‌شدن دست‌نوشته‌های این مزار صورت نگرفته‌است.
همچنین در محله سفلی بقعه امامزاده خلیفه سید علی قرار دارد که به تازگی تحت نظر اداره اوقاف نیشابور قرار گرفته‌است و البته از دیر باز تا کنون مورد توجه اهالی شهر خور بوده‌است و اکنون نیز همه روزه به ویژه به خاطر آب و هوای عالی و طبیعت پیرامون آن از عصر تا پاسی از شب مورد توجه مردم قرار دارد.

## آب و هوا
شهر خور دارای آب و هوای مطبوع و دلپذیری می‌باشد. زمستان‌های پر برف و سرد و تابستان‌های خنک از ویژگی‌های هوای این شهر خوش آب و هوا می‌باشد. به دلیل وجود آب فراوان باغ‌های زیادی در این شهر وجود دارد که میوه‌های بسیار خوشمزه و آبداری همچون آلو و سیب و گلابی را به بازار عرضه می‌کند.

## سوغات
یکی از بزرگترین دغدغه‌های مسافران هنگام بازگشت از سفر، خرید سوغاتی برای اقوام و آشنایان است.
ریواس، عسل و محصولات باغی از مهم‌ترین سوغاتی‌های شهر خور می‌باشد.
برخی محصولات باغی شهر خور عبارتند از:
آلو، گردو، گلابی، سیب، گیلاس، هلو و به تازگی پسته
- شربت ریواس و انواع لواشک از دیگر تولیدات باغداران شهر خور است.
- با توجه به قرارگیری خور در دامنه کوه‌های بینالود عسل طبیعی نیز از سوغات این منطقه به حساب می‌آید.
- صنایع دستی: سله بافی، چاقو سازی
- وجود باغداران با تجربه و زحمت کش، باغات و زمین‌های حاصل خیز فراوان که در شهر خور و خارج از آن وجود دارد باعث شده که آلوی خور چه از لحاظ گستردگی تولید و چه از لحاظ طعم و مزه در ایران در رتبهٔ اول قرار گیرد. به همین علت شهر خور مهد آلوی ایران نام گرفته‌است.
- از تولیدات انواع آلو می‌توان به آلو رسمی، حاج حسنی، کبرایی، شوقانی، شمس و طلایی و … اشار کرد؛ که هر نوع مزه، طعم و خاصیت متفاوتی دارد.
- با توجه به اینکه شهرت و آوازهٔ ریواس و آلوی خور جهانی است این محصولات به کشورهای دیگر نیز صادر می‌شود.
- آلوی خور نامی است که در سراسر شهرهای ایران شناخته شده‌است. این محصول به صورت تازه و خشک وارد بازار شده و مورد مصرف قرار می‌گیرد.
- با توجه به خاصیت آلو و نقش آن در سلامتی دستگاه گوارش به صورت خشک شده در انواع خورشتها مورد استفاده قرار می‌گیرد.